# Arnaud Corbic
Arnaud Corbic (Parigi, 22 novembre 1969) è un filosofo francese, specializzatosi su Albert Camus e Dietrich Bonhoeffer. Ha conseguito il dottorato in filosofia presso l'Université Paris 1 Panthéon-Sorbonne.

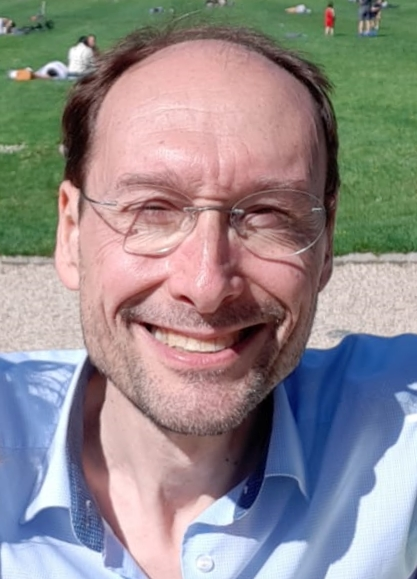
Arnaud Corbic

Già professore di filosofia contemporanea alla Pontificia Università Antonianum (Roma), è attualmente professore e responsabile delle attività culturali all'Istituto Sainte-Marie d'Antony (Francia).
È considerato uno dei nuovi pensatori del Cristianesimo.

## Opere
- Dietrich Bonhoeffer. Le Seigneur des non-religieux. De l'«avant-dernier» au «dernier» Bonhoeffer, con prefazione di Joseph Moingt, Éditions franciscaines, Paris 2001. Riedito in edizione tascabile: Dietrich Bonhoeffer, résistant et prophète d'un christianisme non religieux, Albin Michel, Paris 2002. Traduzione italiana: Bonhoeffer. Un cristianesimo non-religioso (trad. it. Gianpietro Zatti), Edizioni Messaggero, Padova 2005.
- Camus et Bonhoeffer. Rencontre de deux humanismes, Labor et Fides, Genève 2002. Traduzione italiana: Albert Camus e Dietrich Bonhoeffer. Due visioni dell'uomo "senza Dio" a confronto (trad. it. Arnaud Corbic), Edizioni Messaggero, Padova 2011.
- Le Livre des Sagesses. L'aventure spirituelle de l'humanité, a cura di Frédéric Lenoir e Ysé Tardan-Masquelier, Bayard, Paris 2002, pp. 864–872, pp. 1366–1369, pp. 1540–1542.
- L'Incroyance. Une chance pour la foi ?, Labor et Fides, Genève 2003.
- Camus, l'absurde, la révolte, l'amour, Éditions de l'Atelier, Paris 2003.
- Camus et Bonhoeffer. Rencontre de deux humanismes, in Actualité de Dietrich Bonhoeffer en Europe latine – Actes du colloque international de Genève (23-25 septembre 2002), Labor et Fides, Genève 2004, pp. 61–76.
- Camus et l'homme sans Dieu, Éditions du Cerf, Paris 2007.
- Dictionnaire de philosophie, a cura di Jean-Pierre Zarader, Ellipses, Paris 2007, pp. 93–95, pp. 538–539.
- La place de l'Écriture dans la perspective d'un christianisme non religieux chez Dietrich Bonhoeffer, in Dietrich Bonhoeffer - Autonomie, suivance et responsabilité, a cura di Alberto Bondolfi, Denis Müller e Simone Romagnoli, Éditions du Cerf, Paris 2007, pp. 127–147.
- Camus et le christianisme, in Camus, la philosophie et le christianisme, a cura di Hubert Faes e Guy Basset, Éditions du Cerf, Paris 2012, pp. 143–175.
- Dio non ha creato la religione bensì il mondo, in La questione del dire. Saggi di ermeneutica per Graziano Ripanti, a cura di Mauro Bozzetti, Mimesis Edizioni, Milano-Udine 2012, pp. 49–66.
- Albert Camus: l'assurdo, la rivolta, l'amore, in Albert Camus, Primo uomo a Mondovì. Memoria e dialogo nel Mediterraneo, a cura di Yvonne Fracassetti Brondino, Araba Fenice, Boves 2013, pp. 116-124.
- Souviens-toi des Choses de la vie. Le chef-d'œuvre rembobiné, con prefazione di Thierry Frémaux, Séguier, Paris 2022.

## Articoli
- Dietrich Bonhoeffer. Le Christ, Seigneur des non-religieux, in "Études", marzo 2001, pp. 371–382. Traduzione spagnola: Dietrich Bonhoeffer. Cristo, Señor de los no-religiosos, in "Selecciones de teología", vol. 41, nº 161, 2002, pp. 51–58.
- L'“humanisme athée” de Camus, in "Études", settembre 2003, pp. 227–234.
- L'incroyance, un beau risque pour la foi, in "Antonianum" LXXVIX (2004), pp. 365–374.
- Une parole scandaleuse?, in "Évangile aujourd'hui", nº 207, 2005, p. 10.
- L'actualité de la pensée d'Emmanuel Mounier, in "Incroyance et Foi", nº 116, 2005, pp. 3–4.
- La “suivance” du Christ chez Dietrich Bonhoeffer, in "Incroyance et Foi", nº 117, aprile 2006, pp. 5–9.
- Jésus et la femme adultère, in "Évangile et liberté", nº 202, ottobre 2006, p. 18.
- Le problème de l'unicité du Christ comme médiateur, in "Évangile aujourd'hui", nº 212, 2006, pp. 16–26.
- I fondamenti di una filosofia dell'uomo senza Dio nella triplice prospettiva di Albert Camus: l'assurdo, la rivolta, l'amore, in "Antonianum" LXXXI (2006), pp. 509–523.
- Albert Camus e Francesco d'Assisi, in "Frate Francesco", nº 72, novembre 2006, pp. 475–480. Traduzione spagnola: Albert Camus y Francisco de Asís, in "Selecciones de franciscanismo", vol. 38, nº 113, 2009, pp. 243–249. Traduzione francese: Camus et François d'Assise, in "Évangile aujourd'hui", nº 216, 2007, pp. 41–47.
- Veillée pascale, in "Évangile aujourd'hui", nº 213, 2007, pp. 10–12.
- Voyages en Italie d'Albert Camus, in "Bulletin de la Société des Études Camusiennes", nº 84, maggio 2008, pp. 9–15.
- L'incroyance, une chance pour la foi, in "Relations", nº 729, dicembre 2008, pp. 32–34.
- Albert Camus e l'Italia, in "Estetica", il Melangolo, Genova 2/2008, pp. 97–105.
- L'Étranger de Luchino Visconti (1967), in "Présence d'Albert Camus", nº 4, 2013, pp. 12–22.
- Que signifie suivre le Christ ?, in "Nunc", nº 39, giugno 2016, pp. 115–118.
- Claude Sautet, Les Choses de la vie, in "La Revue littéraire", n° 70, novembre-dicembre 2017, pp. 47-67.
- Section spéciale de Costa-Gavras (parte prima), in "Séquences", n° 315, settembre-ottobre 2018, pp. 44-47.
- Section spéciale de Costa-Gavras (parte seconda), in "Séquences", n° 316, novembre-dicembre 2018, pp. 44-45.
- Section spéciale de Costa-Gavras (parte terza), in "Séquences", n° 317, gennaio-febbraio-marzo 2019, pp. 48-51.
- Marathon Man de John Schlesinger, in "Séquences", n° 319, giugno-luglio-agosto-settembre 2019, pp. 4-9.
- L’Étranger (Lo straniero) de Luchino Visconti, in "Séquences", n° 320, ottobre-novembre-dicembre 2019, pp. 26-31.